# Walmer Castle
Walmer Castle er en borg ved Walmer i Kent, England. Det blev bygget af Henrik 8. i 1539–1540 som et artilleri-fæstning til at forsvare landet fra det katolske Frankrig og Spanien. Det var en del af hans kæde af kystnære fæstningsanlæg langs Englands sydkyst. Det var et af tre fæstningsanlæg der sammen med Deal og Sandown Castle.
Walmer Castle er ejet af English Heritage.